# ケビン・ウエステンバーグ
ケビン・ウエステンバーグ (Kevin Westenberg) は、アメリカの写真家。
1983年、建築デザインで修士号を取得。1980年代のブリティッシュパンクに興味を抱き、ヨーロッパに移住する。デンマーク滞在時に最初のカメラを手にし、バルセロナにてファッション写真を撮りはじめる。
同年、活動の拠点をロンドンに移し、1984年に写真が音楽誌『NME』に掲載されて以降、数多くのミュージシャンやCDジャケット、映画俳優を撮影する。

## 作品

### ミュージシャン
- アヴリル・ラヴィーン
- R.E.M.
- エミネム
- ケミカル・ブラザーズ
- コールドプレイ
- コートニー・ラブ
- ザ・コアーズ
- ピクシーズ
- ビョーク
- B.B.キング
- ザ・ヴァーヴ
- プライマル・スクリーム
- プラシーボ
- ホワイト・ストライプス
- マッシヴ・アタック
- メアリー・J・ブライジ
- モリッシー
- ナイン・インチ・ネイルズ
- ニルヴァーナ
- レディオヘッド
- U2

### CDジャケット
- コールドプレイ『CLOCKS』(2003)
- ボン・ジョヴィ『BOUNCE』(2002)
- ヴァン・ヘイレン『THE BEST OF BOTH WORLDS』(2004)
- スティング『Ten Summoner's Tales』(1993)
- GLAY『Ballad Best Singles -WHITE ROAD』(2005)

### DVD
- GLAY『DOME TOUR 2005“WHITE ROAD”in TOKYO DOME 2005.3.12&3.13』(2005)

### 映画関係
- コーエン兄弟
- デヴィッド・リンチ
- ダニエル・ブリュール
- アラン・リックマン
- ヴァンサン・カッセル

### 雑誌
『NME』
『MOJO』
『ローリング・ストーン』
『ロッキング・オン・ジャパン』
『クロスビート』